# Авраменко Дмитро Геннадійович
Дмитро́ Генна́дійович Авра́менко (нар. 18 квітня 1969) — український військовослужбовець, старший солдат Збройних сил України, учасник російсько-української війни.

## Нагороди
За особисту мужність і героїзм, виявлені у захисті державного суверенітету та територіальної цілісності України, вірність військовій присязі під час російсько-української війни нагороджений:
- орденом «За мужність» III ступеня (4.12.2014)